# Lista orașelor și comunelor din Saxonia-Anhalt
In landul federal Sachsen-Anhalt sunt:
- 1033 de localități din care sunt:
  - 122 orașe
  - 3 districte urbane
  - 24 orașe districte
  - 911 orașe și comune

## districte urbane
| - Dessau-Roßlau | - Halle (Saale) | - Magdeburg |

## orașe districte
| - Aken (Elbe) - Barleben - Braunsbedra - Burg (Kreisstadt) - Calbe (Saale) - Elbe-Parey - Elbingerode (Harz) - Elsteraue - Falkenstein/Harz - Förderstedt - Gommern - Halberstadt (Kreisstadt) | - Haldensleben (Kreisstadt) - Havelberg - Hohenmölsen - Huy - Jessen (Elster) - Kabelsketal - Könnern - Köthen (Anhalt) (Kreisstadt) - Mansfeld - Naumburg (Saale) (Kreisstadt) - Niedere Börde | - Quedlinburg - Querfurt - Salzwedel - Sandersdorf - Sangerhausen (Kreisstadt) - Schkopau - Sülzetal - Wernigerode - Wittenberg, Lutherstadt (Kreisstadt) - Zerbst - Zörbig |

## A
| - Abbenrode - Abberode - Abtlöbnitz - Abtsdorf - Ackendorf - Ahlsdorf - Ahlum - Aken (Elbe) - Albersroda - Alberstedt - Algenstedt - Alleringersleben - Allrode - Allstedt - Alsleben (Saale) | - Altbrandsleben - Altenbrak - Altenhausen - Altenroda - Altensalzwedel - Altenzaun - Alterode - Altjeßnitz - Altmersleben - Amesdorf - Am Großen Bruch - Amsdorf - Angern - Angersdorf | - Annaburg - Apenburg - Arendsee (Altmark) - Arneburg - Arnstedt - Aschersleben - Aseleben - Aspenstedt - Athenstedt - Aue-Fallstein - Augsdorf - Aulosen - Ausleben - Axien |

## B
| - Baalberge - Baben - Bad Bibra - Bad Dürrenberg - Bad Kösen - Bad Lauchstädt - Bad Schmiedeberg - Bad Suderode - Badel - Badingen - Balgstädt - Ballenstedt - Ballerstedt - Bandau - Barby (Elbe) - Barleben - Barneberg - Barnstädt - Bartensleben - Baumersroda - Bebertal - Beelitz - Beendorf - Beesenstedt - Beetzendorf - Behnsdorf - Behrendorf - Bellingen - Belsdorf - Benkendorf - Benndorf - Benneckenstein (Harz) - Bennstedt - Bennungen - Berenbrock - Berga - Berge | - Bergisdorf - Berkau - Bernburg (Saale) (Kreisstadt) - Berßel - Bertingen - Bertkow - Bethau - Beuna (Geiseltal) - Beuster - Beyernaumburg - Biederitz - Biendorf - Biere - Bierstedt - Billroda - Binde - Birkholz - Bischofrode - Bismark (Altmark) - Bitterfeld-Wolfen - Bittkau - Blankenburg (Harz) - Blankenheim - Bobbau - Böddensell - Bölsdorf - Bonese - Boock - Born - Borne - Bornsen - Bornstedt (bei Eisleben) - Bornstedt (Börde) - Bornum - Bösdorf - Boßdorf - Bottmersdorf | - Brachstedt - Brachwitz - Brandhorst - Braschwitz - Bräsen - Bräunrode - Braunsbedra - Braunschwende - Bregenstedt - Brehna - Breitenbach - Breitenfeld - Breitenhagen - Breitenstein - Breitungen - Bretsch - Brettin - Bröckau - Brücken (Helme) - Brunau - Buch - Bucha - Buchholz - Buhlendorf - Bühne - Buko - Bülstringen - Bülzig - Burg (Kreisstadt) - Burgholzhausen - Burgkemnitz - Burgscheidungen - Burgsdorf - Burgstall - Burgwerben - Burkersroda - Büste |

## C
| - Calbe (Saale) - Calvörde - Casekirchen - Cattenstedt - Chörau | - Chüden - Cobbel - Cobbelsdorf - Colbitz | - Cörmigk - Coswig (Anhalt) - Cröchern - Crölpa-Löbschütz |

## D
| - Dabrun - Dahlen - Dähre - Dankerode - Dannefeld - Danstedt - Darlingerode - Dederstedt - Deetz - Dehlitz (Saale) - Delitz am Berge - Demker - Demsin - Derenburg - Dessau-Roßlau - Deuben | - Diebzig - Diesdorf - Dietersdorf - Dietrichsdorf - Ditfurt - Dobberkau - Döblitz - Döbris - Dobritz - Döhren - Dolle - Domersleben - Domnitz - Dönitz - Dornbock - Dörnitz | - Dornstedt - Dorst - Döschwitz - Dößel - Drackenstedt - Drebsdorf - Dreileben - Drewitz - Drohndorf - Drosa - Droßdorf - Droyßig - Drübeck - Druxberge - Düben - Düsedau |

## E
| - Ebersroda - Eckartsberga - Edderitz - Edersleben - Edlau - Egeln - Eggenstedt - Eggersdorf - Eichenbarleben - Eichstedt (Altmark) - Eickendorf (bei Schönebeck) - Eickendorf (Landkreis Börde) | - Eilsleben - Eimersleben - Eisleben, Lutherstadt - Elbe-Parey - Elbingerode (Harz) - Elend - Ellenberg - Elsnigk - Elster (Elbe) - Elsteraue - Emden - Emseloh | - Engersen - Erdeborn - Erxleben (Altmark) - Erxleben (Landkreis Börde) - Eschenrode - Esperstedt - Estedt - Etgersleben - Etingen - Eutzsch - Everingen |

## F
| - Falkenberg - Falkenstein/Harz - Farnstädt - Farsleben - Fienstedt - Fischbeck (Elbe) - Flechtingen - Fleetmark | - Flessau - Förderstedt - Fraßdorf - Freckleben - Freist - Freyburg (Unstrut) - Friedeburg (Saale) | - Friedeburgerhütte - Friedensdorf - Friedersdorf - Friedrichsaue - Friedrichsbrunn - Friesdorf - Frose |

## G
| - Gadegast - Gagel - Gardelegen - Garlipp - Gatersleben - Geestgottberg - Gehrden - Genthin - Gerbitz - Gerbstedt - Gerlebogk - Gernrode - Gerwisch - Geusa - Geußnitz - Gieckau - Giersleben - Gieseritz - Gimritz - Gladau - Gladigau - Glauzig - Glebitzsch - Gleina - Glinde - Glindenberg | - Globig-Bleddin - Gnadau - Gödnitz - Gohrau - Goldbeck - Goldschau - Gollensdorf - Golzen - Gommern - Görschen - Görzig - Goseck - Gossa - Götschetal - Grabow - Gräfenhainichen - Grana - Granschütz - Grassau - Grauingen - Greifenhagen - Grieben - Griebo - Griesen - Grimme - Gröben | - Gröbern - Gröbitz - Grobleben - Gröbzig - Gröna - Gröningen - Großbadegast - Groß Garz - Großgörschen - Großkorbetha - Großmühlingen - Groß Naundorf - Größnitz - Großpaschleben - Groß Quenstedt - Groß Rodensleben - Groß Rosenburg - Groß Santersleben - Groß Schierstedt - Groß Schwechten - Gübs - Güntersberge - Günthersdorf - Güssefeld - Güsten - Güterglück |

## H
| - Hackpfüffel - Hadmersleben - Hainrode - Hakeborn - Hakenstedt - Halberstadt (Kreisstadt) - Haldensleben (Kreisstadt) - Halle (Saale) - Hämerten - Hanum - Harbke - Harkerode - Harsleben - Harzgerode - Hassel - Hasselfelde - Hausneindorf - Havelberg - Hayn (Harz) - Haynsburg - Hecklingen - Hedersleben (Mansfelder Land) - Hedersleben (Selke) - Heeren - Heidegrund | - Heiligenfelde - Heiligenthal - Heimburg - Heinrichsberg - Helbra - Hemstedt - Henningen - Hergisdorf - Hermerode - Hermsdorf - Herrengosserstedt - Heteborn - Hettstedt - Heuckewalde - Heudeber - Hillersleben - Hindenburg - Hinsdorf - Hirschroda - Hobeck - Hödingen - Hohenberg-Krusemark - Hohendodeleben - Hohengöhren | - Hohenlepte - Hohenmölsen - Hohenthurm - Hohentramm - Hohenwarsleben - Hohenwarthe - Hohenwulsch - Höhnstedt - Holdenstedt - Holzhausen - Horburg-Maßlau - Hornburg - Hornhausen - Hörsingen - Horstdorf - Hötensleben - Hottendorf - Höwisch - Hoym - Hübitz - Hundeluft - Hüselitz - Hüttenrode - Huy |

## I
| - Iden - Ihlewitz - Ilberstedt | - Ilsenburg (Harz) - Immekath - Insel | - Irxleben - Ivenrode |

## J
| - Jahrstedt - Janisroda - Jävenitz - Jeber-Bergfrieden - Jeeben - Jeetze | - Jeggau - Jeggeleben - Jerchel (bei Gardelegen) - Jerchel (Elbe) - Jerichow | - Jeseritz - Jessen (Elster) - Jeßnitz (Anhalt) - Jübar - Jütrichau |

## K
| - Kabelsketal - Kade - Kahlwinkel - Kahrstedt - Kakau - Kakerbeck - Kalbe (Milde) - Kamern - Karow - Karsdorf - Kassieck - Katharinenrieth - Käthen - Kathendorf - Kaulitz - Kayna - Kehnert - Kelbra (Kyffhäuser) - Kemberg - Kerkau - Kirchscheidungen - Kläden (bei Arendsee) - Kläden (bei Stendal) - Kleinau | - Klein Gartz - Kleinleinungen - Kleinmühlingen - Kleinpaschleben - Klein Rodensleben - Klein Schwechten - Klein Wanzleben - Klieken - Klietz - Klitsche - Klobikau - Klöden - Kloschwitz - Kloster Neuendorf - Klosterhäseler - Klostermansfeld - Klötze - Klüden - Köckte - Königerode - Königsborn - Königsmark - Könnern - Könnigde | - Körbelitz - Korgau - Köselitz - Kossebau - Köthen (Anhalt) (Kreisstadt) - Kötschlitz - Kötzschau - Krauschwitz - Kremkau - Kretzschau - Krevese - Kreypau - Krina - Kroppenstedt - Kropstädt - Krosigk - Krüden - Krüssau - Kuhfelde - Kunrau - Küsel - Kusey - Kütten |

## L
| - Labrun - Lagendorf - Landsberg - Langeln - Langenapel - Langenbogen - Langendorf - Langensalzwedel - Langenstein - Latdorf - Laucha an der Unstrut - Lebien - Leetza - Leislau - Leißling - Leppin | - Leps - Letzlingen - Leuna - Libbesdorf - Libehna - Lichterfelde - Liedersdorf - Lieskau - Liesten - Lindau - Lindstedt - Lindtorf - Listerfehrda - Löbejün - Löbitz | - Loburg - Lödderitz - Loitsche - Losenrade - Lossa - Losse - Lostau - Lübs - Luckenau - Lückstedt - Lüdelsen - Lüderitz - Lüttchendorf - Lüttgenrode - Lützen |

## M
| - Maasdorf - Magdeburg - Magdeburgerforth - Mahlwinkel - Mannhausen - Mansfeld - Marienborn - Marke - Markwerben - Martinsrieth - Mechau - Mehmke - Mehringen - Meilendorf - Meineweh | - Mellin - Memleben - Merseburg (Kreisstadt) - Mertendorf - Meseberg - Meßdorf - Meuro - Micheln - Mieste - Miesterhorst - Miltern - Milzau - Mittelhausen - Mochau - Möckern | - Möhlau - Molau - Möllensdorf - Möllern - Molmerswende - Möringen - Moritz - Morl - Morsleben - Möser - Mücheln (Geiseltal) - Mühlanger - Mühlbeck - Muldenstein - Muschwitz |

## N
| - Nachterstedt - Nahrstedt - Nauendorf - Naumburg (Saale) (Kreisstadt) - Naundorf bei Seyda - Nebra (Unstrut) - Nedlitz - Neehausen - Neinstedt - Nempitz - Nemsdorf-Göhrendorf - Nessa - Nettgau | - Neudorf - Neuekrug - Neuendorf (Altmark) - Neuendorf am Damm - Neuenhofe - Neuermark-Lübars - Neuferchau - Neugattersleben - Neukirchen (Altmark) - Neu Königsaue - Neulingen - Neundorf (Anhalt) | - Neutz-Lettewitz - Niedere Börde - Niederndodeleben - Niederröblingen (Helme) - Nielebock - Niemberg - Nienburg (Saale) - Nienhagen - Nienstedt - Nonnewitz - Nordgermersleben - Nutha |

## O
| - Obhausen - Ochtmersleben - Oebisfelde - Oebles-Schlechtewitz - Oechlitz - Oppin | - Oranienbaum - Oschersleben (Bode) - Osterburg (Altmark) - Osterfeld - Osterhausen - Osternienburg | - Osterwieck - Osterwohle - Ostingersleben - Ostrau - Ovelgünne |

## P
| - Packebusch - Paplitz - Peckfitz - Peißen (Anhalt) - Peißen (Saalekreis) - Peseckendorf - Petersberg - Petersroda - Piethen - Pietzpuhl - Plodda - Plossig - Plötz | - Plötzkau - Plötzky - Pobzig - Pödelist - Polenzko - Poley - Pollitz - Pölsfeld - Pömmelte - Poserna - Potzehne - Pouch | - Prettin - Pretzien - Pretzier - Pretzsch (Burgenlandkreis) - Pretzsch (Elbe) - Preußlitz - Priesitz - Prießnitz - Prittitz - Prödel - Prosigk - Püggen |

## Q
| - Quedlinburg - Quellendorf | - Quenstedt - Querfurt | - Querstedt - Questenberg |

## R
| - Rackith - Radegast - Rademin - Radis - Radisleben - Ragösen - Raguhn - Ranies - Rätzlingen - Reddeber - Redekin - Reesdorf - Reesen - Rehsen - Reichardtswerben - Reinsdorf - Reppichau | - Retzau - Reuden - Reupzig - Rhoden - Riebau - Rieder - Riesdorf - Riesigk - Riethnordhausen - Rietzel - Ringfurth - Rippach - Ristedt - Ritterode - Ritzgerode - Röblingen am See - Rochau | - Röcken - Rodden - Rogätz - Rohrberg - Roitzsch - Rösa - Rosian - Rossau - Roßdorf - Roßla - Rothenburg - Rotta - Rottelsdorf - Rottleberode - Rottmersleben - Roxförde |

## S
| - Sachau - Sachsendorf - Salzmünde - Salzwedel (Kreisstadt) - Sandau (Elbe) - Sandauerholz - Sandbeiendorf - Sandersdorf - Sandersleben (Anhalt) - Sangerhausen (Kreisstadt) - Sanne - Sanne-Kerkuhn - Sargstedt - Saubach - Schachdorf Ströbeck - Schackensleben - Schackenthal - Schackstedt - Schadeleben - Schafstädt - Schäplitz - Schauen - Schellbach - Schelldorf - Schenkenhorst - Schermcke - Schermen - Schernebeck - Schernikau - Scheuder - Schielo - Schierau - Schierke - Schinne - Schköna - Schkopau - Schkortleben - Schlagenthin - Schlaitz | - Schleberoda - Schleesen - Schmalzerode - Schmatzfeld - Schnellin - Schochwitz - Schollene - Schönberg - Schönburg - Schönebeck (Elbe) - Schönfeld - Schönhausen (Elbe) - Schönwalde (Altmark) - Schopsdorf - Schorstedt - Schortewitz - Schrampe - Schraplau - Schützberg - Schwanebeck - Schwanefeld - Schwarzholz - Schweinitz - Schwemsal - Schwenda - Schwerz - Schwiesau - Seebenau - Seeburg - Seehausen (Börde) - Seehausen (Altmark) - Seethen - Seggerde - Selbitz - Senst - Serno - Sichau - Siedenlangenbeck | - Siersleben - Siestedt - Siptenfelde - Söllichau - Solpke - Sommersdorf - Sorge - Sössen - Sotterhausen - Spergau - Staats - Stackelitz - Stangerode - Stapelburg - Starsiedel - Staßfurt - Stecklenberg - Stedten - Steigra - Steimke - Steinburg - Steinfeld (Altmark) - Steinitz - Stendal (Kreisstadt) - Steuden - Steutz - Stiege - Stolberg (Harz) - Storkau (bei Weißenfels) - Storkau (Elbe) - Stößen - Straach - Straguth - Straßberg - Stresow - Sülzetal - Süplingen - Sylda |

## T
| - Tagewerben - Tangeln - Tangerhütte - Tangermünde - Tanne - Tarthun - Taucha - Taugwitz - Teuchern - Teutschenthal - Thale | - Thalwinkel - Theeßen - Theißen - Thielbeer - Thießen - Thurland - Tilleda (Kyffhäuser) - Timmenrode - Tollwitz - Tornau (Dübener Heide) - Tornau vor der Heide | - Tornitz - Trebbichau an der Fuhne - Trebitz - Trebnitz - Treseburg - Trinum - Tromsdorf - Tryppehna - Tucheim - Tylsen |

## U
| - Uchtdorf - Uchtspringe - Uenglingen - Uetz - Uftrungen | - Uhrsleben - Uichteritz - Ulzigerode - Ummendorf | - Unseburg - Unterkaka - Utenbach - Uthausen |

## V
| - Valfitz - Veckenstedt - Velsdorf | - Vienau - Vinzelberg - Vissum | - Vockerode - Volgfelde - Völpke |

## W
| - Wackersleben - Wahrenberg - Walbeck (Mansfelder Land) - Walbeck (Landkreis Börde) - Waldau - Wallendorf (Luppe) - Wallhausen - Wallstawe - Wallwitz (Ehle) - Walsleben - Walternienburg - Wangen - Wannefeld - Wansleben am See - Wanzer - Wanzleben - Wartenburg - Wasserleben - Weddersleben - Wedderstedt - Wedlitz - Wefensleben - Weferlingen - Wegeleben - Wegenstedt - Weischütz - Weißandt-Gölzau - Weißenborn | - Weißenfels - Weißewarte - Welbsleben - Welfesholz - Wellen - Welsleben - Wenddorf - Wendemark - Wengelsdorf - Wenze - Werben (Elbe) - Wernigerode - Wernstedt - Wespen - Westdorf - Westeregeln - Westerhausen - Wethau - Wetterzeube - Wettin - Wickerode - Wieblitz-Eversdorf - Wiederstedt - Wieglitz - Wiendorf - Wienrode - Wiepke - Wieskau | - Wimmelburg - Windberge - Winkel - Winkelstedt - Winterfeld - Wippra - Wischroda - Wittenberg, Lutherstadt (Kreisstadt) - Wittenmoor - Wittgendorf - Wohlmirstedt - Wohlsdorf - Wolferstedt - Wolmirsleben - Wolmirstedt - Woltersdorf - Wörlitz - Wormsdorf - Wörpen - Wulfen - Wulferstedt - Wulkau - Wulkow - Wülperode - Würchwitz - Wust - Wüstenjerichow |

## Z
| - Zabakuck - Zabenstedt - Zabitz - Zahna - Zappendorf - Zeddenick - Zehbitz - Zeitz - Zemnick | - Zens - Zerbst - Zernitz - Zethlingen - Zeuchfeld - Zichtau - Zielitz - Ziemendorf | - Zobbenitz - Zorbau - Zörbig - Zörnigall - Zöschen - Zschornewitz - Zuchau - Zweimen |